# Ema Paljević
Ema Paljević, född 2 februari 2001 i Kållered, är en svensk fotbollsspelare, som representerar FC Nantes.

## Biografi
I sin karriär spelade han även för Jitex BK, AIK, Malmö FF  och Sparta Prag.
I Jitex blev tredje bästa målskytt i Elitettan under 2023 års säsong. Hon har även varit uttagen till såväl U17- som U23-landslaget.